# Parafia św. Michała Archanioła w Błociszewie
Parafia Świętego Michała Archanioła w Błociszewie – parafia rzymskokatolicka z siedzibą w Błociszewie, znajdująca się w archidiecezji poznańskiej, w dekanacie śremskim. 